# 日本形成外科学会
一般社団法人日本形成外科学会（にほんけいせいげかがっかい、英語: Japan Society of Plastic and Reconstructive Surgery）は、東京都新宿区大久保2-4-12 新宿ラムダックスビル9Fに事務局を置く日本の医学系学会である。また、日本医学会分科会の一つ。

## 概要
「形成外科学に関する学理および応用の研究についての発表及び連絡と知識の交換，情報の提供等を行うことにより，形成外科学の進歩普及を図り，もってわが国における学術の発展と国民の福祉に寄与することを目的」とし、昭和33年4月に設立された。

## 沿革
- 1972年 - 日本医学会の分科会の一つとして公認

## 代表者
理事長：清川 兼輔 （久留米大学 医学部）

## 認定・専門医制度等
- 日本形成外科学会専門医 （昭和52年3月）

## 機関誌
- 日本形成外科学会会誌（年12回、4,550部）

## 会員数
約5,100名